# Protoporfyrine
Protoporfyrines zijn tetrapyrrolen (vier aan elkaar gekoppelde pyrroolringen, de bruggen bestaan uit 1 koolstofatoom) met de volgende zijketens:
- methyl (4)
- propionzuur (2)
- vinyl (2)

## Protoporfyrine IX
Bij de stofwisseling van porfyrine wordt protoporfyrine IX gevormd door het enzym protoporfyrinogeen-oxidase, waarna het enzym ferrochelatase er met Fe2+ heem van maakt.
Protoporfyrine IX is een veelvoorkomend biologisch dragermolecule voor bivalente kationen van metalen, die in de centrale holte komen te zitten. Zo is protoporfyrine IX samen met ijzer (Fe2+) de kern van de heemgroep van het hemoglobine, myoglobine en vele andere heembevattende enzymen zoals cytochroom c en katalase. Samen met magnesium-ionen (Mg2+) vormt het het belangrijkste deel van chlorofyl en samen met zinkionen (Zn2+) vormt het zinkprotoporfyrine.
Het nummer (bijvoorbeeld IX) geeft de positie van de verschillende zijketens aan, maar de nomenclatuur (naamgeving) is historisch bepaald en slechts gedeeltelijk systematisch.
Protoporfyrine IX is een directe precursor (uitgangsstof) van heem en wordt geaccumuleerd (opgestapeld) bij patiënten met erytropoëtische protoporfyrie, dat een van de erfelijke aandoeningen bij de biosynthese van de heemvorming is. Patiënten met erytropoëtische protoporfyrie zijn overgevoelig voor zichtbaar licht, waarbij blaren ontstaan.
De gevoeligheid van protoporfyrine IX voor licht wordt ook gebruikt als een therapie tegen verschillende vormen van kanker (fotodynamische therapie, PDT). De protoporfyrine IX vertoont ook fluorescentie, als het met UV-straling belicht wordt. Dit kan gebruikt worden om huidkanker en de genoemde voorstadia (keratosis actinica en Morbus Bowen) te herkennen. In februari 2009 kwam een bepaalde toepassing hiervan in het nieuws. Het 5-aminolevolinezuur wordt dan aangebracht als spray, en gedetecteerd met een digitale camera gecombineerd met speciale software.
Protoporfyrinen komen als een bruin of rood pigment voor in eischalen van sommige vogels, als grondkleur of als vlekken. Ze komen voor bij zangvogels en als camouflage voor op de grond nestellende vogels zoals steltlopers, meeuwen, nachtzwaluwen en zandhoenders en bij sommige koekoeken. Protoporfyrinen versterken de eischaal en worden afgezet op plekken waar de schaal te dun is als gevolg van een calciumtekort.